# Hans-Joachim Lindner
Heinrich Hermann Reinhold Hans-Joachim Lindner (* 19. Juni 1910 in Sondershausen; † 23. September 1995 in Bamberg) war ein deutscher Ingenieur und Unternehmer. Er war Mitbegründer Gesellschafter der Lindner GmbH, einer Fabrik elektrischer Lampen und Apparate in Bamberg in Oberfranken.

## Leben
Hans-Joachim Lindner kam 1910 als Sohn des Fabrikanten Kurt Lindner und dessen Frau Margarete Lindner, geborene Taubert (* 1880), im thüringischen Sondershausen zur Welt. Sein älterer Bruder war der spätere Unternehmer und Jagdwissenschaftler Kurt Lindner jr.
Hans-Joachim Lindner besuchte das Reformrealgymnasium in Sondershausen, das ihm im März 1929 das Zeugnis der Reife ausstellte. Anschließend studierte er an der Technischen Hochschule München Elektrotechnik. Nach dem Studium wurde er 1935 von der Fakultät für Maschinenwesen der TH München mit dem Thema Fertigungskosten, (insbesondere Brandkostenverrechnung) und Fertigungsvorbereitung bei der Hartporzellan-Herstellung für elektrotechnische Zwecke zum Dr.-Ing. promoviert. Anschließend trat er in den väterlichen Betrieb in Jecha in Thüringen ein.
Am 9. September 1936 heiratete er in Esslingen Elsbeth Gudrun Irene Müller (1913–2008) und bekam mit ihr 4 Kinder: Ursula, Hans Joachim, Annemarie und Renate.
Während des Zweiten Weltkriegs diente Lindner als Wehrmachtsoffizier in der Panzer-Aufklärungs-Abteilung 4 bei der 1. Panzer-Division. Am 16. Juni 1940 erhielt Lindner im Westfeldzug das Eiserne Kreuz I. Klasse. Einen Tag später wurde er in Joinville (Haute-Marne) schwer verwundet. Nach Einsatz im Russland-Feldzug wurde Lindner von 1943 bis zum Kriegsende in Wünsdorf im Heereswaffenamt in der Versuchsabteilung für Panzer eingesetzt.
Nach Lindners Entlassung aus Kriegsgefangenschaft führte ihn sein Weg nach Bamberg, wo mittlerweile sein Bruder Kurt die seit 1938 bestehende Zweigniederlassung der in Jecha beheimateten und von ihrem Vater 1902 gegründeten Lindner & Co. leitete. Der Ursprung dieser Zweigniederlassung war die Fa. Hulorit (Hugo Löbl und Söhne), welche am 1. Dezember 1938 im Zuge der erzwungenen Arisierung gekauft wurde. Am 26. Oktober 1946 gründeten die beiden Brüder Kurt und Hans-Joachim ein vom thüringischen Stammhaus Lindner & Co. unabhängiges westdeutsches Unternehmen, die Lindner GmbH Fabrik elektrischer Lampen und Apparate. In diesem Unternehmen übernahm Lindner als Gesellschafter den technischen Teil der Geschäftsführung und sein Bruder Kurt den kaufmännischen. Das Unternehmen florierte bald: 1948/49 – mitten in der Zeit der Währungsreform – errichteten die beiden Brüder im nahegelegenen Eggolsheim eine Porzellanfabrik und gründeten später im europäischen Ausland mehrere Tochtergesellschaften. Bekannt waren unter anderem die von Wilhelm Wagenfeld für die Lindner GmbH entworfenen „Wagenfeld-Leuchten“.
Neben der unternehmerischen Tätigkeit war er als ehrenamtliches Mitglied des Deutschen Normenausschusses (DNA) in der Normungsarbeit aktiv. Kommissionen, wie dem deutschen Komitee der IEC, gehörte Lindner vom Zeitpunkt ihrer Gründung an und er vertrat Deutschland in diesem Rahmen auch international. 1971 war Lindner einer der Mitbegründer der DKE, deren ehrenamtlicher Mitarbeiter auch war. Dem Vorstand des VDE gehörte Lindner ehrenamtlich von 1959 bis 1974 an, davon von 1961 bis 1964 als stellvertretender Vorsitzender und von 1965 und 1966 als Vorsitzender.
Lindner war engagierter Schlaraffe und Rotarier. Er fungierte als Gründungspräsident des am 2. Dezember 1954 gegründeten Rotary Clubs Bamberg.

## Auszeichnungen (Auswahl)
Lindner erhielt 1961 das Bundesverdienstkreuz 1. Klasse und 1970 das Grosse Verdienstkreuz am Halsband. Er war zudem Ehrenvorsitzender des DNA-Prüfstellenausschusses.
Am 8. Oktober 1974 ernannte der VDE Lindner zu seinem Ehrenmitglied und Vorsitzenden des VDE-Prüfungsausschusses Die Marktgemeinde Eggolsheim verlieh ihm am 27. Juni 1980 das Ehrenbürgerrecht.
Im April 1980 zeichnete ihn der Bayerische Staatsminister für Wirtschaft und Verkehr Anton Jaumann mit der Staatsmedaille für besondere Verdienste um die bayerische Wirtschaft aus.